# Col San Martino
Col San Martino je vas na severovzhodu Italije v deželi Benečiji. Spada pod občino Farra di Soligo v pokrajini Treviso.